# آرثر غريم
آرثر غريم (بالإنجليزية: Arthur Grimm)‏ هو سياسي أسترالي، ولد في 27 أغسطس 1868، وتوفي في 20 مارس 1939. انتخب عضو الجمعية التشريعية نيو ساوث ويلز.